# 神农本草经
《神農本草經》，簡稱《本草經》，是现存最早的中药学专著，作者相传为神農氏，约成书于秦汉时期。書內記載的藥物凡365種，分上品、中品和下品三品。原书早已佚失。南朝陶弘景为《神農本草經》做注，并补充《名醫別錄》，編定《本草經集注》共七卷，把藥物的品種數目增加至七百三十多種。清朝孫星衍将《神农本草经》考订辑复，成为现在通行本。
《神农本草经》为中国现存较早的本草学、药物学重要文献，其通过将药分为三品，即君（无毒的药，称上品）、臣（毒性小的药，称中品）、佐使（毒性剧烈，称下品），而首次提出了君臣佐使的方剂理论，该书还首提七情和合的配伍原则与辨证用药的思想，是中医药理论体系形成的标志之一，奠定了中药学的基本理论构架。

## 成書問題
《漢書·藝文志》登載了「《神農黃帝食禁》七卷」與「《神農》二十篇」兩種文獻，前者歸屬於「經方家」，後者則為「农家」，東漢的班固解釋「《神農》二十篇」為六國時期諸子擔心諸侯荒怠農事，故託言是神農所作，成書於西漢之前的「《神農》二十篇」並不是登載各種草石功效的《神農本草經》。
清人孫星衍認為這部書或有可能源自神農、黃帝之時，當時雖無文字，但藥石知識相傳不絕，經過歷代名家修訂、增補（例如：吳普的《神農本草》六卷），屢有闕佚，今本遠非古本之舊。
大致上，西漢已有「本草」之名，亦有託言「神農、黃帝」之食禁書、經方家言，這雖為今本《神農本草經》之濫觴，但已非古本《神農黃帝食禁》面貌。

## 外部連結
- 浸會大學中醫圖書館《古今中藥典籍選介》
- 孫星衍《神农本草经》 （页面存档备份，存于）